# Los Paracaidistas
Los Paracaidistas es una película dominicana, dirigida por Archie Lopez, se estrenó el 12 de febrero del 2015.

## Argumento
Cuatro empleados de una fábrica de colchones tratan de romper un curioso récord: participar en cien fiestas a las que no han sido invitados; Su propósito principal es entretener a Leo, quien no supera la ruptura con su novia y -de paso- convertirse en ricos y famosos. Pero terminan arriesgando lo que más les importa: Su amistad, sus trabajos y el amor…

## Reparto
- Daniel Sarcos como Leo.
- Fausto Mata como Jimmy.
- Cheddy García como Bélgica.
- Irving Alberti como Alex.
- Cuquín Victoria.
- Gerald Ogando.
- René Castillo.
- Fiume Michel.
- Ana Carmen León.
- Williemgc como Miguel.
- Raeldo López.

- Datos: Q23981681